# Voiliers à Argenteuil
Voiliers à Argenteuil est un tableau du peintre impressionniste français Gustave Caillebotte datant d'environ 1888. Réalisé à l'huile sur toile, il mesure 65 × 55,5 centimètres. Il montre des voiliers sur les eaux scintillantes de la Seine. Auparavant au Louvre, l'œuvre fait partie des collections du musée d'Orsay à Paris depuis 1986.

## Contexte
Les premiers travaux de Caillebotte, des années 1870 au début des années 1880, peuvent être caractérisés comme une forme audacieuse de réalisme plutôt qu'impressionniste. Même si, comme les impressionnistes, il accordait une grande attention aux effets de lumière et aux couleurs vives et qu'il choisissait souvent la vie urbaine moderne comme thème, sa méthode de travail était plus stricte et plus précise. Ce n'est que lorsqu'il commence à travailler à Gennevilliers et Argenteuil à partir de 1881 et y achète un bateau que son style de travail commence à pencher de plus en plus vers l'impressionnisme originel, avec lequel il semble être un peu en retard sur les évolutions. Lorsqu'il expose Voiliers à Argenteuil lors de l'exposition des XX à Bruxelles en 1888, ce sont surtout les œuvres postimpressionnistes qui attirent l'attention et son travail est critiqué comme étant démodé. Aujourd’hui, ses œuvres de cette période sont considérées parmi les meilleures œuvres de l’impressionnisme.

## Description

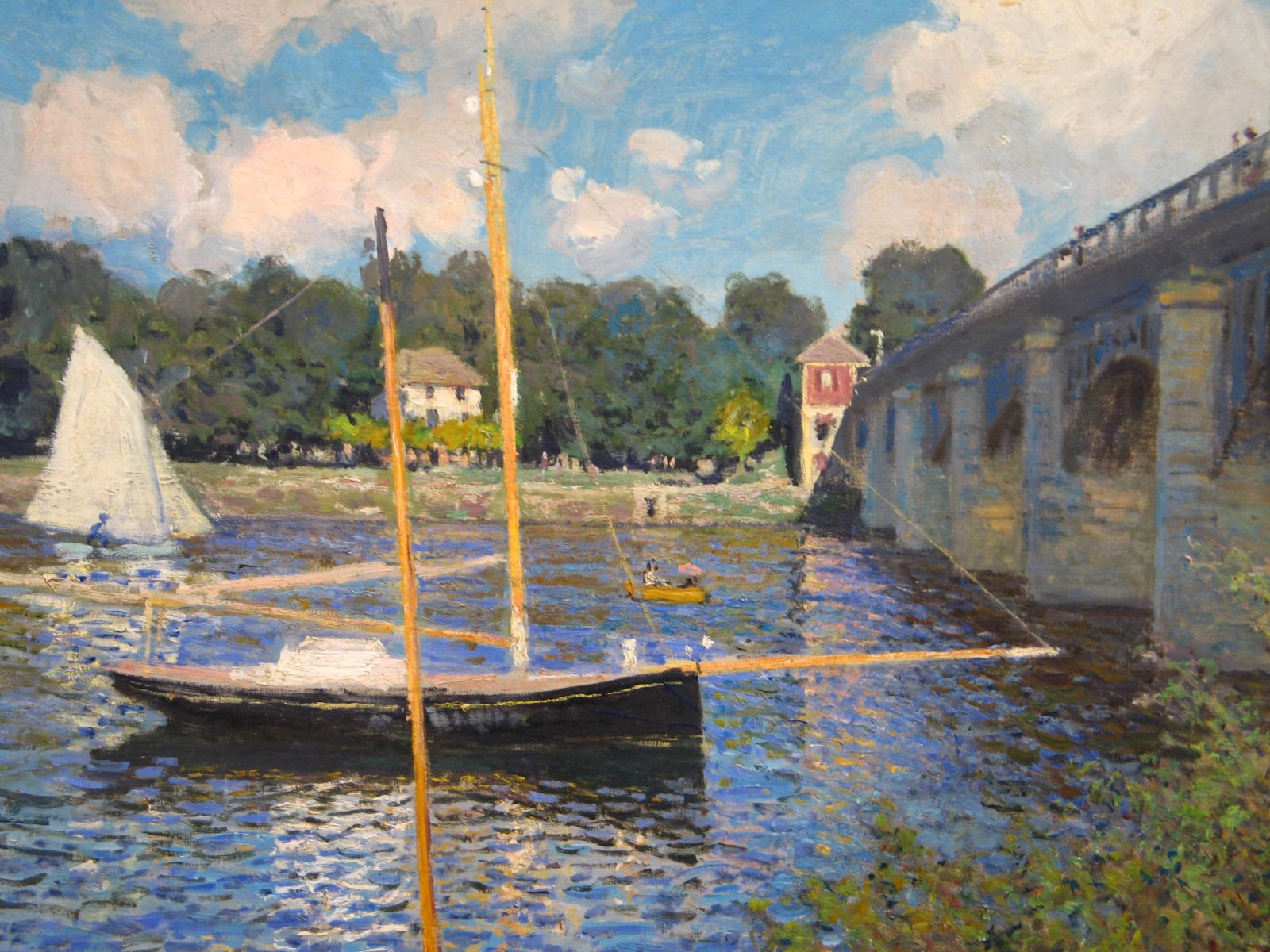
Pont d'Argenteuil par Monet, 1873.

Voiliers à Argenteuil montre la berge et la jetée, près de la maison que Caillebotte y acheta en 1887, sur la Seine. Sur l'eau, on aperçoit une flottille de bateaux de plaisance, deux avec leurs voiles hissées, en aval, en partie amarrées. La scène reflète la passion de Caillebotte pour la voile. À l'horizon on aperçoit le pont de bois d'Argenteuil, avec derrière lui le pont ferroviaire et encore plus loin les collines de Sannois et d'Orgemont.
Caillebotte utilise des couleurs pures pour les effets de lumière et leur reflet sur l'eau. La surface de l’eau n’est pas lisse, mais représentée par de petites lignes appliquées avec une attention analytique. Il a emprunté à son grand modèle Claude Monet cette technique, avec laquelle la transparence de l'eau et l'éclat des reflets lumineux pouvaient être représentés de manière optimale. Des tons de couleurs correspondants et harmonieux renforce encore cette impression.
Dans les années 1888, Caillebotte peint diverses œuvres dans un format similaire, généralement « en plein air », sans se soucier de l'intérêt moindre de la critique.

## Source de traduction
- (nl) Cet article est partiellement ou en totalité issu de l’article de Wikipédia en néerlandais intitulé « Voiliers à Argenteuil » (voir la liste des auteurs).